# Confederación General del Trabajo
Confederación General del Trabajo (CGT), bildad 1930, är en facklig centralorganisation i Argentina. Flertalet av landets fackförbund är organiserade i CGT som sammanlagt representerar omkring tre miljoner arbetare.
CGT bildades efter en sammanslagning av Unión Sindical Argentina (USA) och Confederación Obrera Argentina (COA).